# 贵妃
贵妃，中国古代皇帝妃嫔的封号。一般为皇帝高级妾室封号，地位与亲王的正妻亲王妃相当。

## 历史
汉、晋时代，贵妃偶用于非正式场合对高级妃嫔的尊称，并非正式爵位。
南朝宋孝武帝，始正式置贵妃为后宫封号，位比相国，与貴嬪、贵人号称三夫人。后代多沿用其名。有研究者指，唐代碑文墓志中提及的“贵妃”或与“贤妃”（贤明的皇妃）、“贵嫔”（尊贵之嫔）类似，用作泛称，可解释为“尊贵的皇妃”:275。
唐时，贵妃是仅次于皇后的封号。唐初，皇后之下设贵妃、淑妃、德妃、贤妃，并称四夫人，爵位正一品。玄宗开元年间后宫封号改制，设惠妃、丽妃、华妃三妃取代四妃。开元十二年（724年），王皇后被废，玄宗特赐武氏为惠妃，另有丽妃赵氏、华妃刘氏。开元二十三年（735年），皇甫德儀逝世被追赠为淑妃。其后，天宝年间又册杨氏为贵妃。后世的唐朝皇帝，册封妃子的封号仍为贵妃、淑妃、德妃、贤妃。但因唐朝在代宗至懿宗其間，除了德宗在貴妃王氏薨逝前冊立為皇后以外(只實際上只當了三天皇后)，唐朝皇帝長期沒有冊立皇后，只以四妃(貴妃、淑妃、德妃、賢妃)攝六宮事(署任皇后職務)，所以雖實則上是嫡妻，但名份上仍只是妾，若下任皇帝非其所出，並非必須尊為皇太后或追諡、尊贈為皇后，因此亦非下任皇帝名義上之嫡母，例如代宗之崔贵妃。
明朝时，宮中皇妃的封号有很多，如顺妃、宁妃等，但贵妃仍是最高级的封号。明中后期又有皇贵妃的封号，贵妃位降一级。
清朝的后宫品级为：皇后、皇贵妃、贵妃，妃、嫔、贵人、常在、答应、官女子。贵妃是后宫第三等封号。

## 歷朝貴妃列表

### 南朝
1. 宋孝武帝：宣贵妃殷氏（追赠）
2. 宋明帝：陈妙登
3. 齐武帝：范贵妃
4. 梁元帝：夏貴妃
5. 陈宣帝：钱贵妃
6. 陈后主：张丽华

### 北周
1. 北周宣帝：元乐尚、尉迟炽繁

### 唐朝
1. 唐高祖：万贵妃
2. 唐太宗：韦珪
3. 唐睿宗：豆卢贵妃、崔贵妃
4. 唐玄宗：董贵妃、杨玉环
5. 唐代宗：独孤贵妃、崔贵妃
6. 唐宪宗：郭贵妃
7. 唐穆宗：武贵妃（追赠）
8. 唐敬宗：郭贵妃
9. 唐懿宗：王贵妃、杨贵妃（追赠）

### 五代十国
1. 后周太祖：张贵妃
2. 前蜀高祖：张贵妃
3. 前蜀后主：钱贵妃
4. 南汉后主：李贵妃
5. 后蜀高祖：李贵妃

### 宋朝
1. 宋太宗：臧贵妃（追尊）
2. 宋真宗：昭静贵妃沈氏（尊封）、杜琼真（追尊）
3. 宋仁宗：张贵妃、昭节贵妃苗氏（尊封）、昭淑贵妃周氏（尊封）、昭懿贵妃张氏（追尊）
4. 宋神宗：懿穆贵妃邢氏（尊封）
5. 宋哲宗：慕容贵妃（尊封）
6. 宋徽宗：郑贵妃、王贵妃、懿肃贵妃王氏、王贵妃、乔贵妃、刘贵妃、刘贵妃
7. 宋高宗：吴贵妃、刘贵妃、张贵妃
8. 宋孝宗：谢贵妃、蔡贵妃
9. 宋寧宗：楊贵妃
10. 宋光宗：黄贵妃、张贵妃
11. 宋理宗：谢道清、贾贵妃、惠昭贵妃阎氏

### 辽朝
1. 辽景宗：萧绰
2. 辽圣宗：萧贵妃、萧贵妃（耶律燕哥母）
3. 辽兴宗：萧三蒨

### 金朝
1. 金太祖：萧贵妃
2. 金熙宗：裴满贵妃
3. 海陵王：大贵妃、唐括定哥
4. 金世宗：李贵妃

### 明朝
1. 明太祖：成穆贵妃孙氏
2. 明成祖：昭献贵妃王氏、昭懿贵妃张氏
3. 明仁宗：恭肅贵妃郭氏
4. 明宣宗：孙贵妃、端静贵妃何氏（追尊）
5. 明英宗：周贵妃
6. 明宪宗：万贵妃、邵贵妃
7. 明世宗：沈贵妃、恭僖貞靖贵妃文氏、阎贵妃
8. 明穆宗：李贵妃
9. 明神宗：郑贵妃
10. 崇祯帝：袁贵妃、田贵妃
11. 弘光帝：金贵妃

### 清朝
1. 清太宗：懿靖大贵妃博尔济吉特氏娜木鍾
2. 清圣祖：贵妃佟佳氏、贵妃佟佳氏、温僖贵妃钮祜禄氏、皇考贵妃瓜尔佳氏
3. 清世宗：贵妃年氏、熹贵妃钮祜禄氏、皇考裕贵妃耿氏（尊封）
4. 清高宗：贵妃高氏、娴贵妃輝發那拉氏、令贵妃魏氏、纯贵妃苏氏、庆贵妃陆氏、嘉贵妃金氏、婉贵妃陈氏（尊封）、颖贵妃巴林氏、忻贵妃戴佳氏（追封）、愉贵妃珂里叶特氏（追封）、循贵妃伊尔根觉罗氏（追封）
5. 清仁宗：贵妃钮祜禄氏、諴贵妃刘佳氏、皇考如贵妃钮祜禄氏
6. 清宣宗：全贵妃钮祜禄氏、静贵妃博尔济吉特氏、琳贵妃乌雅氏、彤贵妃舒穆禄氏、佳贵妃郭佳氏（尊封）、成贵妃钮祜禄氏（尊封）
7. 清文宗：贞贵妃钮祜禄氏、懿贵妃叶赫那拉氏、祺贵妃佟佳氏（尊封）、玫贵妃徐佳氏（尊封）、婉贵妃索绰络氏（尊封）
8. 清穆宗：瑨贵妃西林觉罗氏、珣贵妃阿鲁特氏、瑜贵妃赫舍里氏
9. 清德宗：兼祧皇考瑾贵妃他他拉氏（尊封）、珍贵妃他他拉氏（追封）
10. 溥仪：明贤贵妃谭玉龄（追赠）